# 宇田川綾子
宇田川 綾子（うだがわ あやこ、1973年7月16日 - ）は、日本の女優、歌手。東京都江戸川区出身。身長は160cm。体重は46kg。スリーサイズはB82-W58-H85cm。所属事務所は、ミル・ヴィサージュ・アジャンス→BACコーポレーション→サイファー。その後の所属は不明。

## 来歴
- 1992年週刊ヤングジャンプ第1回全国女子高生制服コレクションでグランプリを獲得し、CDデビュー、以降は、グラビア、テレビドラマ、CMなどで活躍。

## 人物
- 趣味は占い、好きな食べ物は「いちご」、嫌いな食べ物は「ピーマン、レバー」。
- 必殺技は、あっかんべーと寝たふり。

## 出演

### テレビドラマ
- ハートにS（1995年 第13回（7月10日）、第16回（7月31日））
  - 「CM」
  - 「マンスリースペシャル ガールズ・ビー・アンビシャス」
- 仮面ライダー龍騎 第10話（2002年4月7日）「ナイトの危機」看護婦役

### テレビ
- 徳光のTVコロンブス (1990年-1995年、テレビ東京) アシスタント
- ミュージックステーション (1993年　テレビ朝日) ジャストフィットシリーズ（番組内のミニドラマ）
- H・I・P（情報番組）第3期（1994年 4-6月　テレビ朝日） HIPPERSのメンバー

### CM
- 第二電電「DDI」（1993年）
- アサヒビール「チャティー」（1994年）
- ナショナル 空気清浄機（ママ役）
- NTTドコモ HPグローバルウェブサイト「D505i」(恋人を待っている女子のモデル役）

### CD
- 「JUST FALLIN' LOVE／JUST.時を越えて」（1993年11月3日）ビクターエンタテインメント アニメ「特捜戦車隊ドミニオン」のEDとOP

### OVA
- 特捜戦車隊ドミニオン（ソフィー宇田川）

### 雑誌
- 「明星ヘアカタログ」（1992年11月）
- 「週刊ヤングジャンプ」第1回全国女子高生制服コレクション (1992)
- 「BEST HIT プレイボーイ BITTER SEXY&NUDE OF THE YEAR 2002-2003」（2003年05月30日）週刊プレイボーイ編集部・編

### 写真集
- 「LADY DOLL―宇田川綾子写真集 木村 晴」（1994年8月） ワニブックス
- 「アッシュ・オブ・ブルー―制服からの卒業 宇田川綾子写真集 上野 いさむ」ぶんか社（1997年7月）